# Ặ
Ặ (minuscule : ặ), appelé A bref point souscrit, est une lettre latine utilisée dans l’écriture du vietnamien.
Il s’agit de la lettre A diacritée d’une brève et d’un point souscrit.

## Utilisation
En vietnamien, le A bref ‹ Ă, ă › représente la voyelle /a/ court ou /ɐ/ et le point souscrit indique un ton bas tombant glottalisé.

## Représentations informatiques
Le A bref point souscrit peut être représenté avec les caractères Unicode suivants : 
- précomposé (latin étendu additionnel)[1] :

| formes    | représentations | chaînes de caractères | points de code | descriptions                                      |
| --------- | --------------- | --------------------- | -------------- | ------------------------------------------------- |
| capitale  | Ặ               | Ặ                     | U+1EB6         | lettre majuscule latine a brève et point souscrit |
| minuscule | ặ               | ặ                     | U+1EB7         | lettre minuscule latine a brève et point souscrit |

- décomposé et normalisé NFD (latin de base, diacritiques) :

| formes    | représentations | chaînes de caractères | points de code       | descriptions                                                           |
| --------- | --------------- | --------------------- | -------------------- | ---------------------------------------------------------------------- |
| capitale  | Ặ               | A◌̣◌̆                   | U+0041 U+0323 U+0306 | lettre majuscule latine a diacritique point souscrit diacritique brève |
| minuscule | ặ               | a◌̣◌̆                   | U+0061 U+0323 U+0306 | lettre minuscule latine a diacritique point souscrit diacritique brève |

Il peut aussi être représenté dans des anciens codages
- VISCII :
  - capitale Ặ : 83
  - minuscule ặ : A3